# Luis Somoza Debayle
Luis Somoza Debayle (León, 18 novembre 1922 – Managua, 13 aprile 1967) è stato un politico nicaraguense, dittatore del paese centroamericano dal 29 settembre 1956 al 1º maggio 1967.

## Biografia
Luis Somoza nacque nel 1922, primogenito di Anastasio Somoza García, e quando nel 1936 suo padre divenne dittatore, cominciò ad avere incarichi importanti e negli anni quaranta fu fatto dal padre successore. Il 21 settembre 1956, a León, il poeta Rigoberto López Pérez (celebrato oggi in Nicaragua come eroe nazionale) sparò ad Anastasio Somoza Garcia, che morì il 29 settembre, all'età di sessant'anni. Così Luis si trovò a succedergli nella dittatura.
L'avvento al potere del giovane Luis Somoza fu ben salutato, anche perché questi si fece attribuire il titolo di presidente dal parlamento, sciolse la polizia segreta e promise libere elezioni da tenere nel 1959 (cose che suo padre non aveva mai permesso). Effettivamente nel 1959 si tennero le elezioni e Luis Somoza ottenne il 100% dei voti favorevoli. D'altra parte, aveva dato l'ordine di arrestare o uccidere chiunque gli votasse contro e anche se avesse perso, avrebbe continuato a comandare.
Nello stesso anno ristabilì la polizia segreta e continuò il "regno del terrore" cominciato da suo padre. La sua popolarità era in ribasso e Luis arrivò pure ad avere contrasti con il fratello Anastasio Somoza Debayle (1925 - 1980) che era per una politica più indipendente dagli Stati Uniti. Nel 1965 furono tenute le elezioni e Luis Somoza ebbe sempre il 100% dei voti favorevoli per le ragioni spiegate prima.
Nel 1967 Luis Somoza si ammalò gravemente e morì, all'età di soli 45 anni, lasciando al fratello la triste eredità di innumerevoli oppositori, di un regime insicuro e di una memoria esecrata.